# شهردار ایروان
شهردار ایروان (ارمنی: Երևանի քաղաքապետ) رئیس شعبه اجرایی ایروان می‌باشد. وی توسط شورای شهر ایروان برگزیده می‌شود.

## فهرست شهرداران
| شمار | تصویر | شهردار                      | تاریخ شروع          | تاریخ پایان    | وابستگی سیاسی                  | یادداشت                                                                      |  |
| ---- | ----- | --------------------------- | ------------------- | -------------- | ------------------------------ | ---------------------------------------------------------------------------- |  |
| ۱    |       | هوهانس قورقانیان            | اکتبر ۱۸۷۹          | سپتامبر ۱۸۸۴   |                                |                                                                              |  |
| ۲    |       | بارسق گغامیان               | سپتامبر ۱۸۸۴        | دسامبر ۱۸۹۳    |                                |                                                                              |  |
| ۳    |       | لوون تیگرانیانتس            | ژانویه ۱۸۹۴         | ژوئن ۱۸۹۵      |                                |                                                                              |  |
| ۴    |       | آرام بونیاتیان              | نوامبر ۱۸۹۵         | اکتبر ۱۸۹۶     |                                |                                                                              |  |
| ۵    |       | واهان تر-سارگسیان           | اکتبر ۱۸۹۶          | نوامبر ۱۸۹۸    |                                |                                                                              |  |
| ۶    |       | ایساهاک ملیک-آقامالیان      | نوامبر ۱۸۹۸         | مارس ۱۹۰۴      |                                |                                                                              |  |
| ۷    |       | هوهانس ملیک-آقامالیان       | مارس ۱۹۰۴           | دسامبر ۱۹۱۰    |                                |                                                                              |  |
| ۸    |       | هوسپ تیگرانوف               | ژانویه ۱۹۱۱         | مارس ۱۹۱۲      |                                |                                                                              |  |
| ۹    |       | هوهانس ملیک-آقامالیان       | فوریه ۱۹۱۲          | دسامبر ۱۹۱۴    |                                | شهردار پیشین از ۱۹۰۴ تا ۱۹۱۰                                                 |  |
| ۱۰   |       | سمبات خاچاتوریانتس          | فوریه ۱۹۱۵          | دسامبر ۱۹۱۷    |                                |                                                                              |  |
| ۱۱   |       | تادئوس توشیان               | ۲۰ نوامبر ۱۹۱۷      | ۲۵ دسامبر ۱۹۱۸ |                                |                                                                              |  |
| ۱۲   |       | مکرتیچ موسینیاتس            | ۹ ژانویه ۱۹۱۹       | ۲۷ نوامبر ۱۹۲۰ |                                |                                                                              |  |
| ۱۳   |       | هراند تاواکالیان            | ۴ دسامبر ۱۹۲۰       | ۲۵ فوریه ۱۹۲۱  |                                |                                                                              |  |
| ۱۴   |       | گئورگ سارگسیان              | ۷ آوریل ۱۹۲۱        | ۲۶ آوریل ۱۹۲۱  |                                |                                                                              |  |
| ۱۵   |       | بنیامین ساهاکیان            | ۲۶ آوریل ۱۹۲۱       | مه ۲۶ ۱۹۲۱     |                                |                                                                              |  |
| ۱۶   |       | روبن صافارابکیان            | ۲۶ مه ۱۹۲۱          | آوریل ۱۰ ۱۹۲۲  |                                |                                                                              |  |
| ۱۷   |       | هایک آزاتیان                | ۳ ژانویه ۱۹۲۲       | فوریه ۲۵ ۱۹۲۲  |                                |                                                                              |  |
| ۱۸   |       | سورن شادونتس                | ۵ مه ۱۹۲۲           | ژوئیه ۲۹ ۱۹۲۲  |                                |                                                                              |  |
| ۱۹   |       | آراکل آواگیان               | ۷ ژوئیه ۱۹۲۲        | ۱۱ ژوئن ۱۹۲۳   |                                |                                                                              |  |
| ۲۰   |       | آرام شاهگلدیان              | ۱۳ اکتبر ۱۹۲۳       | ۱۲ اوت ۱۹۲۴    |                                |                                                                              |  |
| ۲۱   |       | آرام کوستانیان              | ۲۴ نوامبر ۱۹۲۴      | ۳۰ ژانویه ۱۹۲۸ |                                |                                                                              |  |
| ۲۲   |       | وارطان مامیکونیان           | مه یا ۲۹ فوریه ۱۹۲۸ | ۷ ژوئن ۱۹۲۸    |                                |                                                                              |  |
| ۲۳   |       | گئورگ هانسوقلیان            | ۷ ژوئن ۱۹۲۸         | ۵ مه ۱۹۳۰      |                                |                                                                              |  |
| ۲۴   |       | سرگئی مارتیکیان             | ۴ اوت ۱۹۳۰          | ۴ ژانویه ۱۹۳۱  |                                |                                                                              |  |
| ۲۵   |       | آساطور آسرییان              | ۴ ژانویه ۱۹۳۱       | ۱۳ دسامبر ۱۹۳۱ |                                |                                                                              |  |
| ۲۶   |       | آرامائیس یرزینکیان          | ۱۳ دسامبر ۱۹۳۱      | ۱ مارس ۱۹۳۳    |                                |                                                                              |  |
| ۲۷   |       | کاراپت ماتینیان             | ۱۸ مارس ۱۹۳۳        | ۱ اوت ۱۹۳۶     |                                |                                                                              |  |
| ۲۸   |       | گئورگ هانسوقلیان            | ۱ اوت ۱۹۳۶          | ۱۵ نوامبر ۱۹۳۶ |                                |                                                                              |  |
| ۲۹   |       | آلکساندر شاهسوواریان        | ۲۹ ژانویه ۱۹۳۷      | ۱ سپتامبر ۱۹۳۷ |                                |                                                                              |  |
| ۳۰   |       | لوون هوسپیان                | ۲ اکتبر ۱۹۳۷        | ۱۷ دسامبر ۱۹۳۸ |                                |                                                                              |  |
| ۳۱   |       | سوقومون کاراپتیان           | ۱۷ دسامبر ۱۹۳۸      | ۲ ژانویه ۱۹۴۰  |                                |                                                                              |  |
| ۳۲   |       | سارگیس کامالیان             | ۹ ژانویه ۱۹۴۰       | ۱۹ مه ۱۹۴۳     |                                |                                                                              |  |
| ۳۳   |       | زاون چارچیان                | ۲۰ مه ۱۹۴۳          | ۴ سپتامبر ۱۹۴۴ |                                |                                                                              |  |
| ۳۴   |       | آشوت قازاریان               | ۴ سپتامبر ۱۹۴۴      | ۲ آوریل ۱۹۴۵   |                                |                                                                              |  |
| ۳۵   |       | لوون هوسپیان                | ۳۰ آوریل ۱۹۴۵       | ۳۰ مارس ۱۹۴۷   |                                | پیشین مه یا از ۱۹۳۷ تا ۱۹۳۸                                                  |  |
| ۳۶   |       | یغیشه وارطانیان             | ۳۰ مارس ۱۹۴۷        | ۹ مه ۱۹۵۲      |                                |                                                                              |  |
| ۳۷   |       | وازریک سکویان               | ۱۰ مه ۱۹۵۲          | ۱۳ آوریل ۱۹۵۴  |                                |                                                                              |  |
| ۳۸   |       | بابکن آستواتساتریان         | ۱۴ آوریل ۱۹۵۴       | ۳۱ مارس ۱۹۵۵   |                                |                                                                              |  |
| ۳۹   |       | گورگن چولاخیان              | ۶ آوریل ۱۹۵۵        | ۱ ژوئن ۱۹۵۷    |                                |                                                                              |  |
| ۴۰   |       | گورگن پاهلئوانیان           | ۲ ژوئن ۱۹۵۷         | ۲۱ مارس ۱۹۶۰   |                                |                                                                              |  |
| ۴۱   |       | سورن وارطانیان              | ۲۲ مارس ۱۹۶۰        | ۶ دسامبر ۱۹۶۲  |                                |                                                                              |  |
| ۴۲   |       | گریگور هاسراتیان            | ۱۷ دسامبر ۱۹۶۲      | ۱۲ فوریه ۱۹۷۵  |                                |                                                                              |  |
| ۴۳   |       | هراند ینگیباریان            | ۱۸ مارس ۱۹۷۵        | ۲۸ آوریل ۱۹۷۵  |                                |                                                                              |  |
| ۴۴   |       | موراد مورادیان              | ۱ مه ۱۹۷۵           | ۹ دسامبر ۱۹۸۵  | Stability                      | ex-deputy of National Assembly و ex-Minister of Ecology                      |  |
| ۴۵   |       | ادوارد آواگیان              | ۱۰ دسامبر ۱۹۸۵      | ۹ اکتبر ۱۹۸۹   |                                |                                                                              |  |
| ۴۶   |       | آرتاشس گغامیان              | ۱۰ نوامبر ۱۹۸۹      | ۲ اکتبر ۱۹۹۰   | حزب کمونیست ارمنستان           | معاون از ۱۹۹۵                                                                |  |
| ۴۷   |       | هامبارتسوم گالستیان         | ۴ دسامبر ۱۹۹۰       | ۲۲ دسامبر ۱۹۹۲ | Pan-Armenian National Movement |                                                                              |  |
| ۴۸   |       | واهاگن خاچاطوریان           | ۴ دسامبر ۱۹۹۲       | ۲۲ فوریه ۱۹۹۶  | Pan-Armenian National Movement |                                                                              |  |
| ۴۹   |       | آشوت میرزویان (نقاش)        | ۲۳ فوریه ۱۹۹۶       | ۷ نوامبر ۱۹۹۶  |                                | مشاور شهری گیومری                                                            |  |
| ۵۰   |       | وانو سیرادغیان              | ۱۴ نوامبر ۱۹۹۶      | ۲ فوریه ۱۹۹۸   | Pan-Armenian National Movement | معاون و وزیر کشور پیشین                                                      |  |
| ۵۱   |       | سورن آبراهامیان (سیاستمدار) | ۶ مه ۱۹۹۸           | ۱۵ ژوئن ۱۹۹۹   | حزب جمهوری‌خواه ارمنستان        | وزیر کشور پیشین                                                              |  |
| ۵۲   |       | آلبرت بازیان                | ۹ اوت ۱۹۹۹          | ۱۰ ژانویه ۲۰۰۱ | حزب جمهوری‌خواه ارمنستان        | ex-president of حزب جمهوری‌خواه ارمنستان، معاون رئیس مجلس ملی جمهوری ارمنستان |  |
| ۵۳   |       | روبرت نازاریان              | ۱۱ ژانویه ۲۰۰۱      | ۳۰ ژوئن ۲۰۰۳   |                                |                                                                              |  |
| ۵۴   |       | یرواند زاخاریان             | ۱ ژوئیه ۲۰۰۳        | ۲۰۰۹           | حزب جمهوری‌خواه ارمنستان        |                                                                              |  |
| ۵۵   |       | گاگیک بگلاریان              | ۱۱ ژوئن ۲۰۰۹        | ۸ دسامبر۲۰۱۰   | حزب جمهوری‌خواه ارمنستان        | پس از high-profile scandal استعفا داد                                        |  |
| ۵۶   |       | کارن کاراپتیان              | ۱۷ دسامبر ۲۰۱۰      | نوامبر ۲۰۱۱    | کنشگر سیاسی مستقل              |                                                                              |  |
| ۵۷   |       | تارون مارگاریان             | ۱۵ نوامبر ۲۰۱۱      | ۹ ژوئیه ۲۰۱۸   | حزب جمهوری‌خواه ارمنستان        |                                                                              |  |
| —    |       | کامو آرئیان                 | ۹ ژوئیه ۲۰۱۸        | ۱۳ اکتبر ۲۰۱۸  | حزب جمهوری‌خواه ارمنستان        |                                                                              |  |
| ۵۸   |       | هایک ماروتیان               | ۱۳ اکتبر ۲۰۱۸       | ۲۲ دسامبر ۲۰۲۱ | پیمان مدنی                     |                                                                              |  |
| ۵۹   |       | هراچیا سارگسیان             | ۲۲ دسامبر ۲۰۲۱      | ۱۷ مارس ۲۰۲۳   | -                              |                                                                              |  |
| ۶۰   |       | تیگران آوینیان              | ۱۰ سپتامبر ۲۰۲۳     | در دفتر        | پیمان مدنی                     |                                                                              |  |

## یادداشت
1. ↑  موراد مورادیان (شهردار)
2. ↑  ادوارد آواگیان (سیاستمدار)
3. ↑  fr:Ashot Mirzoyan
4. ↑  سورن آبراهامیان (سیاستمدار)